# Jan Nádvorník
Jan Nádvorník (* 23. května 1949) je český politik, bývalý senátor za obvod č. 19 – Praha 11, bývalý starosta městské části Praha 15 v letech 1994-2006 a bývalý člen ODS.

## Vzdělání, profese a rodina
Vystudoval Střední odborné učiliště polygrafické. Po studiu se věnoval svému oboru, pracoval v Semaforu. Po revoluci založil obchod s drogistikou. S manželkou má dceru a syna.

## Politická kariéra
Do ODS vstoupil po rozdělení OF. V letech 1994 až 2006 zastával funkci starosty Prahy 15, v letech 2006-2010 byl zastupitelem této městské části. V roce 2004 se rozhodl kandidovat do senátu. V prvním kole obdržel 39,65 % hlasů a spolu s Petrem Jiravou z SNK ED, který získal 14,33 % hlasů, postoupil do druhého kola, kde se situace opakovala a Jan Nádvorník se stal senátorem se ziskem 55,04 % všech platných hlasů. V senátu působil jako člen Ústavně-právního výboru. Ve volbách 2010 svůj mandát neobhajoval.
Ve volbách do Senátu v roce 2012 kandidoval za Svobodné.